# Кегети
Кегети (кирг. Кегети) — село в Чуйском районе Чуйской области Кыргызстана. Административный центр Кегетинского айылного аймака.

## География
Село расположено в центральной части области, на правом берегу реки Кегаты, на расстоянии приблизительно 15 километров (по прямой) к юго-западу от города Токмак, административного центра района. Абсолютная высота — 1212 метров над уровнем моря.

## Население
Согласно оценочным данным Национального статистического комитета Кыргызской Республики, численность населения села на начало 2023 года составляла 2726 человек.
| год     | 2009 | 2014 | 2015 | 2020 | 2021 | 2023 |
| ------- | ---- | ---- | ---- | ---- | ---- | ---- |
| человек | 2702 | 2930 | 3100 | 2997 | 3004 | 2726 |